# Grlinci
Grlinci este o localitate din comuna Juršinci, Slovenia, cu o populație de 126 de locuitori.